# Graça preveniente
Graça preveniente é uma teologia cristã enraizada em Agostinho de Hipona, porém foi defendida por inúmeros pais da igreja antes do bispo de Hipona, que hoje chamamos de constituintes da Patrística. Ela é abraçada primeiramente pelos cristãos arminianos que são influênciados pela teologia de Jacó Armínio ou John Wesley. Wesley tipicamente referiu-se a ela na linguagem do século XVIII como graça preventiva. Em portugues moderno, a frase graça precedente deve ter um significado similar.
Graça preveniente é divina graça que precede a decisão humana. Ela existe antes de e sem referência a qualquer feito humano. Como os homens foram corrompidos pelo efeito do pecado, a graça preveniente permite as pessoas exercerem o seu livre-arbítrio dado por Deus, podendo então, escolher a salvação oferecida por Deus em Jesus Cristo ou rejeitar a oferta salvífica. Agostinho disse que a graça preveniente não pode ser resistida, arminianos wesleyanos acreditam que ela permite, mas não assegura, a aceitação pessoal do dom da salvação.

## Definição
O Livro de Disciplina da Metodista Unida (2004) define graça preveniente como, "… o amor divino que cerca toda humanidade e precede cada um de, e todos, os nossos impulsos conscientes. Essa graça proporciona o nosso primeiro desejo de agradar a Deus, o nosso primeiro vislumbre de entendimento sobre a vontade de Deus, e a nossa 'primeira breve convicção' de ter pecado contra Deus. A graça de Deus também desperta em nós um ardente desejo de libertação do pecado e morte, assim como nos leva ao arrependimento e a fé."
A Igreja do Nazareno fez da graça preveniente um dos seus dezesseis "Artigos de Fé", podendo ser encontrada em seu Manual. O Manual da Igreja do Nazareno declara o seguinte sobre o assunto:
Cremos que a criação da raça humana à imagem de Deus inclui a capacidade de escolher entre o bem e o mal e que, assim, seres humanos foram feitos moralmente responsáveis; que pela queda de Adão se tornaram depravados, de maneira que agora não são capazes de se voltar e se reabilitar pelas suas próprias forças e obras, e, desta forma, renovar a fé e a comunhão com Deus. Mas também cremos que a graça de Deus mediante Jesus Cristo é dada gratuitamente a todos os seres humanos, capacitando todos os que queiram converter-se do pecado para a retidão, a crer em Jesus Cristo para perdão e purificação do pecado, e a praticar boas obras agradáveis e aceitáveis à Sua vista..

### Em Armínio
Armínio afirmou a depravação total, mas acreditava que somente a graça preveniente permitiria que os homens escolhessem a salvação:
Concernente a graça e livre-arbítrio, isto é o que eu ensino conforme as Escrituras e o consentimento ortodoxo: o livre-arbítrio é incapaz de iniciar ou aperfeiçoar alguma bondade verdadeira e espiritual, sem a graça... Essa graça [prœvenit] vem antes, acompanha, e segue; anima, assiste, opera em nossa vontade, e coopera para que a nossa vontade não torne-se vã.

### Na teologia Católica Romana
A questão da graça preveniente foi discutida no capítulo cinquenta da sexta sessão do Concílio de Trento:
797. Declara ainda [o Santo Concílio]: o início da justificação dos adultos deve brotar da graça proveniente de Deus [cân. 3] por Jesus Cristo, a saber, de sua vocação, pela qual são chamados, sem qualquer merecimento da parte deles. Assim, aqueles que estavam afastados de Deus pelos pecados, se dispõem [amparados] pela sua graça, que excita e auxilia (per eius excitantem atque adiuvantem gratiam), a alcançarem a conversão e a própria justificação, consentindo livremente nesta graça e livremente cooperando com ela [cân. 4 e 5]; de forma que, tocando Deus o coração do homem com a iluminação do Espírito Santo, fica o homem por um lado não totalmente inativo, recebendo aquela inspiração, que poderia também rejeitá-la; por outro lado, não pode ele de sua livre vontade, sem a graça de Deus, elevar-se à justificação [cân. 3] diante de Deus. Por isso, quando nas Sagradas Escrituras se diz: Convertei-vos a mim e eu me converterei a vós (Zac 1, 3), somos lembrados de nossa liberdade; quando, porém, respondemos: Convertei-nos, Senhor a vós, e seremos convertidos (Lam. Jer 5, 21), confessamos que a graça de Deus nos previne.

### Na Escritura
As partes usadas das Escrituras que dão suporte a doutrina incluem as passagens abaixo:
- Jeremias 1:5: "Antes que eu te formasse no ventre materno, eu te conheci, e, antes que saísses da madre, te consagrei…"
- Jeremias 31:3: "...Com amor eterno te amei, portanto com benignidade te atraí."
- Ezequiel 34:11–16: "Porque assim diz o SENHOR Deus: Eis que eu mesmo procurarei as minhas ovelhas e as buscarei.…A perdida buscarei, a desgarrada tornarei a trazer, a quebrada ligarei e a enferma fortalecerei…"
- Lucas 19:10: "Porque o Filho do Homem veio buscar e salvar o perdido."
- João 6:44: "Ninguém pode vir a mim se o Pai, que me enviou, não o trouxer..."
- Romanos 2:4: "…a bondade de Deus é que te conduz ao arrependimento…"
- Filipenses 2:12–13: "…desenvolvei a vossa salvação com temor e tremor; porque Deus é quem efetua em vós tanto o querer como o realizar, segundo a sua boa vontade."
- I João 4:19: "Nós amamos ele, porque ele nos amou primeiro."

## Em outros lugares
- "Cada vez que nós começamos a orar a Jesus é o Espírito Santo que nos atrai para o caminho da oração pela sua graça preveniente." #2670 Catecismo da Igreja Católica
- "Que a graça é precedida por nenhum mérito. O galardão se deve as boas obras, se elas forem cumpridas; mas a graça, a qual não é devida, precede, o que será feito [São Próspero]." Can. 18. #191 Concílio de Orange II, A.D. 529